# Ossaea angustifolia
Ossaea angustifolia är en tvåhjärtbladig växtart som först beskrevs av Dc., och fick sitt nu gällande namn av José Jéronimo Triana. Ossaea angustifolia ingår i släktet Ossaea och familjen Melastomataceae. Inga underarter finns listade i Catalogue of Life.